# Алексіс Терез Пті
Алексіс Терез Пті (фр. Alexis-Thérèse Petit) (2 жовтня 1791, Везуль — 21 червня 1820, Париж) — французький фізик.

## Біографія
Алексіс Терез Пті народився у Везулі. У віці 10 років складав іспити до Політехнічної школи в Парижі, але через вікові обмеження зміг розпочати навчання лише 1807 року та завершив його 1809 року. У 1810 став викладачем ліцею (Париж), у жовтні 1811 захистив докторську дисертацію і з 1815 — професор фізики в Політехнічній школі.

## Наукова діяльність
Наукові праці присвячені теплоті і молекулярній фізиці. Разом з П. Дюлонгом досліджував охолодження тіл у порожнечі, вивів (1818) формулу для швидкості охолодження нагрітих тіл. Розробив метод вивчення теплопровідності газів, а також методи визначення коефіцієнта теплового розширення і питомої теплоємності твердих тіл.
У 1819 спільно з Дюлонгом емпірично встановив, що добуток питомих теплоємностей простих твердих тіл на атомну масу елементів, що їх утворюють, є величина приблизно постійна (у сучасних одиницях вимірювання дорівнює приблизно 25 Дж/(г·К)); нині це співвідношення носить назву «закон Дюлонга-Пті». Закон питомої теплоємності досить довгий час залишався непоміченим сучасниками, однак послужив згодом основою методу наближеної оцінки атомних мас важких елементів. Алексіс Терез Пті винайшов (1816) катетометр. Спільно з Дюлонгом вивів (1818) загальну формулу для швидкості охолодження твердих тіл.